# Irbisia knighti
Irbisia knighti är en insektsart som beskrevs av Schwartz och John D. Lattin 1984. Irbisia knighti ingår i släktet Irbisia och familjen ängsskinnbaggar. Inga underarter finns listade i Catalogue of Life.